# Monisme
Pour les articles homonymes, voir Monisme (homonymie).

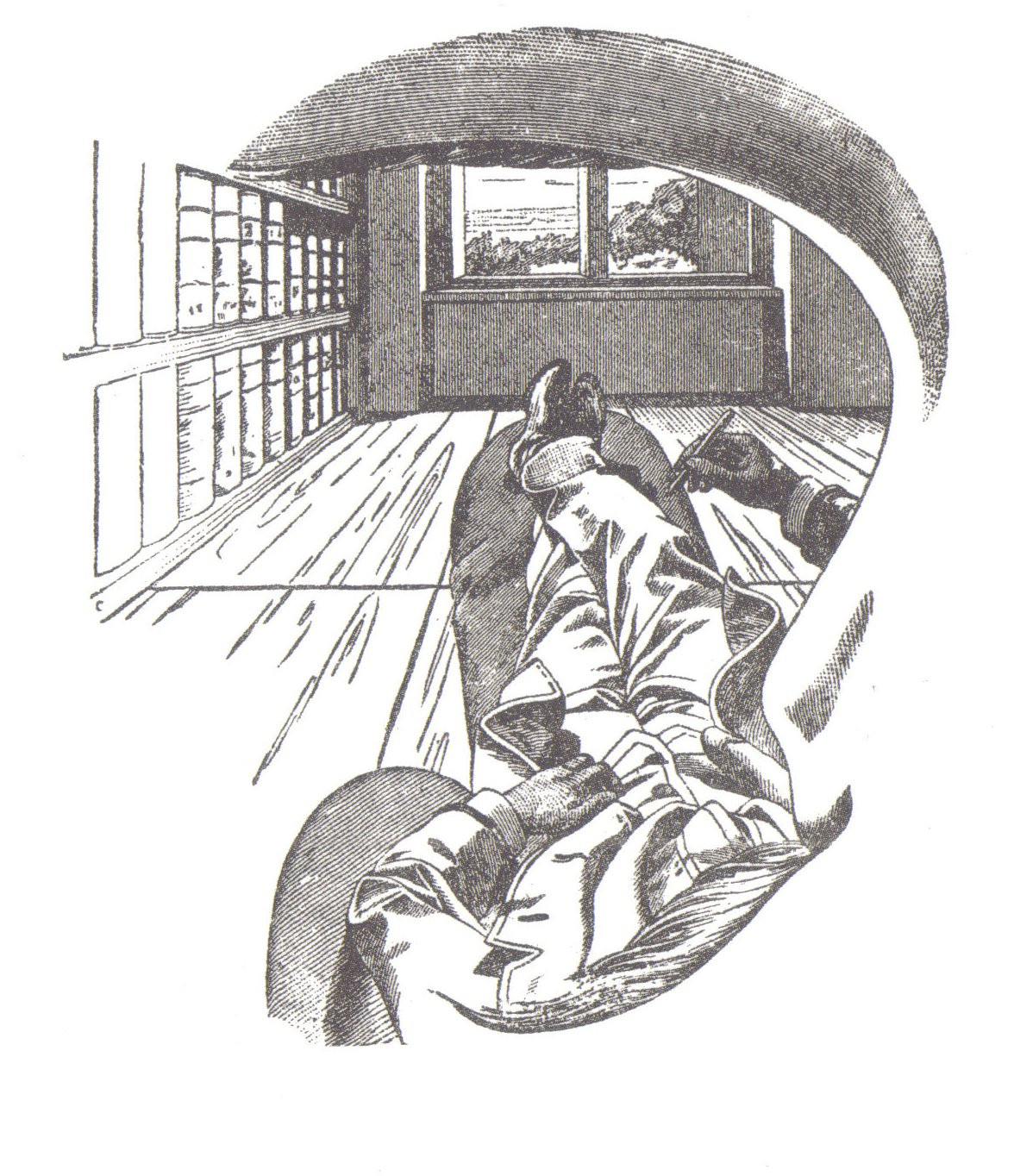
Autoportrait subjectif du physicien et philosophe moniste Ernst Mach, censé illustrer l'unité du « moi » et du monde.

Le monisme est la position philosophique qui affirme l'unité indivisible de l'être. Dans son expression moderne, il soutient l'unicité de la substance qui compose l'univers. L'unité fondamentale du cosmos ou de l'univers y rend la matière et l'esprit indissociables. Le monisme s'oppose donc aux conceptions dualistes, qui distinguent monde matériel ou physique et monde psychique ou spirituel, et il s'oppose aussi aux conceptions philosophiques pluralistes pour lesquelles chaque être possède une nature particulière.
Sur le plan de la connaissance, le monisme interdit de dissocier les sciences de la nature et celles de l'esprit. L'ensemble de la science est alors représenté comme un édifice solidaire. Il établit également un rapport étroit entre la philosophie et la science.

## Origine et histoire de la notion

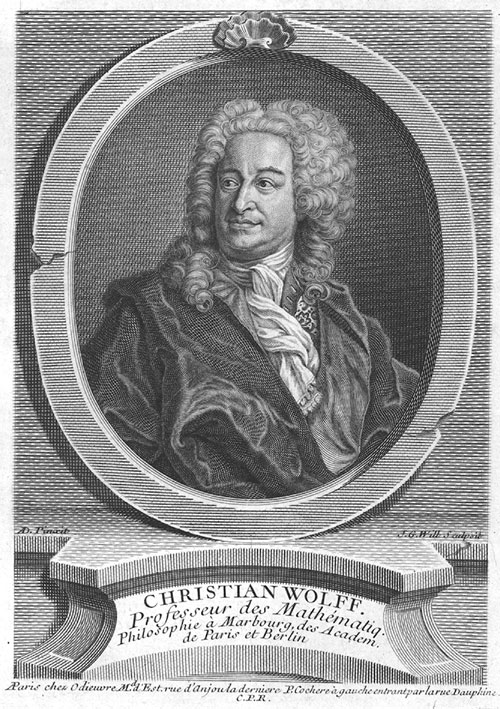
Christian Wolff.

Le terme « monisme » a été forgé par Christian Wolff en 1734 dans sa Psychologia rationalis à partir du grec μόνος (« monos »), qui signifie « seul » ou « unique ». Il l'introduit dans sa classification des grands courants de pensée philosophique pour distinguer les théories selon lesquelles la réalité doit être ramenée à un seul principe ou une seule substance des théories « dualistes » pour lesquelles l'âme et le corps sont deux substances différentes. Il considère le monisme comme une des formes du « dogmatisme », opposé au « scepticisme », et le subdivise en « monisme matérialiste » et « monisme idéaliste ».
Le mot n'est apparu dans la langue française que dans le dernier quart du XIXe siècle, à partir de l'allemand monismus. Il désigne alors un système philosophique naturaliste qui explique le monde en dehors de toute révélation divine par un principe unique, naturel et immanent. Ce n'est donc que rétrospectivement que sont qualifiées de monistes certaines conceptions philosophiques antérieures à l'époque moderne, conceptions dont les plus anciennes semblent remonter à la plus haute Antiquité.
Le qualificatif « moniste » est abondamment utilisé dans la seconde moitié du XIXe siècle par les savants évolutionnistes anglais et allemands, tels que Herbert Spencer et Ernst Haeckel, pour caractériser la nouvelle philosophie chargée de rendre compte d'un monde dont la représentation venait d'être chamboulée par les récents acquis des sciences de la nature. Haeckel, en particulier, intitule sa publication de 1892 : Le monisme (Das Monismus), et il fonde en 1906 la « Ligue moniste allemande » (Deutsche Monistenbund) à Munich, appuyée en 1912 par un congrès international. Dans ce contexte, le monisme fait référence à une philosophie continuiste de l'Être, fondée sur l'idée d'une continuité et d'une unité fondamentale de la nature organique avec la nature inorganique, et sur l'abolition des frontières traditionnellement installées entre le végétal et l'animal, ou encore entre l'animal et l'humain.

## Philosophie grecque

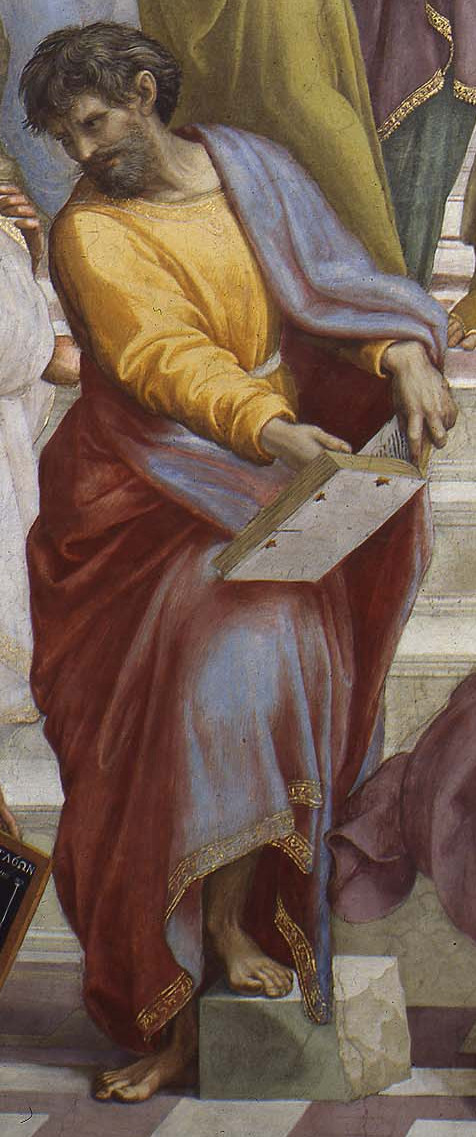
Parménide d'après Raphaël.

C'est avec Parménide au début du Ve siècle av. J.-C. que la recherche d'un principe unique semble prendre une signification ontologique moniste. L'être désigne chez lui ce à quoi participent tous les êtres particuliers sans exception. Puisqu'en lui-même rien ne saurait le diviser, l'accroître ou le diminuer, il est unique, sans commencement ni fin. Ce qui n'est pas (les entités imaginaires, le passé ou le futur, le multiple ou le divisible) se situe hors de l'intelligence, dans l'ordre de l'« opinion » (doxa).
Au IVe siècle av. J.-C., Aristote critique le caractère séparé des Idées ou essences du système platonicien. Il s'efforce de ramener la pluralité des significations de l'être à la « substance » (ousia), et d'ordonner à un même principe — celui de l'unité qui structure la matière — l'ensemble des genres d'être qui existent dans la nature. Le principe premier du mouvement (« premier moteur immobile »), qui tend à actualiser ce qui est en puissance dans la substance, se révèle être l'unique substance qui est « acte pur » ou « pure intellection ». Ce principe constitue également la fin ultime du monde qui meut de proche en proche la totalité des existants naturels.
Entre le IVe siècle et le IIIe siècle av. J.-C. se constitue avec Épicure la première école matérialiste du monisme en Grèce. À l'opposé de toute conception téléologique de la nature, l'épicurisme prétend rendre compte de l'existence et des propriétés de l'ensemble des corps par la combinaison des atomes selon des principes uniquement physiques, notre connaissance de la réalité étant elle-même dérivée de la sensation, par contact entre le sentant et le senti. Ce monisme matérialiste s'appuie sur le caractère exclusivement immanent de la causalité qui régit les phénomènes naturels et humains.
À la même époque apparaît, avec Zénon de Kition, une autre école de pensée moniste, le stoïcisme, parfois identifié à une forme de matérialisme. Les stoïciens considèrent que les parties de leur doctrine forment un tout organique et qu'aucune d'entre elles n'est préférable à une autre, ou plus fondamentale qu'une autre. Comparant leur système à un être vivant (la logique aux os et tendons, l'éthique à la chair, la physique à l'âme), ou à un œuf (la coquille à la logique, le blanc à l'éthique, le jaune à la physique), les stoïciens suggèrent néanmoins que la physique se trouve au cœur de l'ensemble.

## Spinozisme

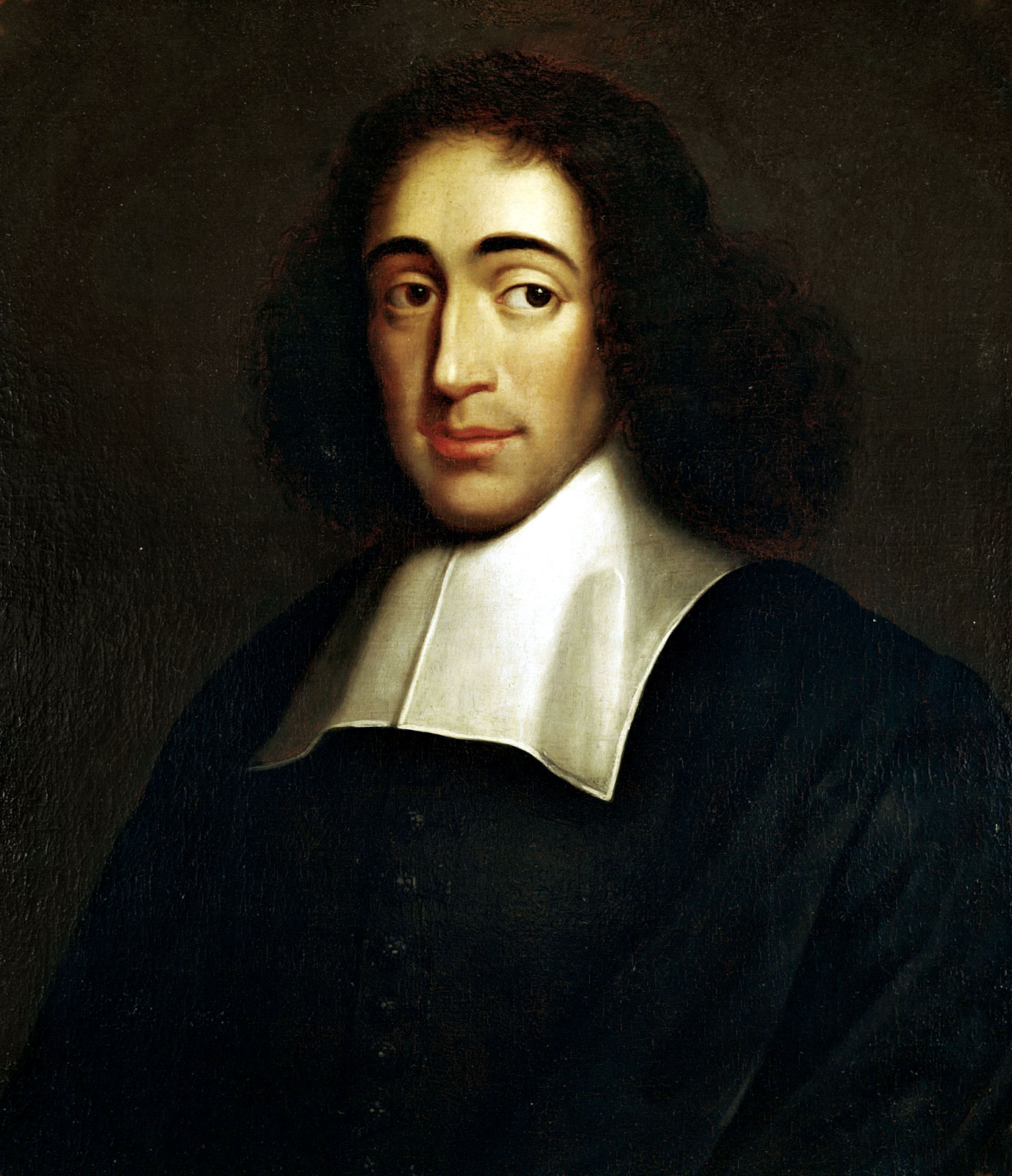
Portrait de Spinoza.

On attribue généralement au philosophe Spinoza le premier développement moderne du monisme. Il identifie en effet la nature à une unique substance produisant tout ce qui peut exister. La Substance unique du monde est chez lui un principe absolu, à la fois ontologique et gnoséologique. Elle est cause de soi et production de toutes choses, constituant l'essence des choses et causant leur existence. Sa causalité propre est immanente, en aucun cas surnaturelle ou transcendante, et elle est non transitive, puisqu'en elle les causes (la nature « naturante ») et les effets (la nature « naturée ») s'unissent.
En identifiant les notions de Substance, de Dieu et de Nature, Spinoza établit un déterminisme strict, qui exclut l'ensemble des oppositions présentes dans la métaphysique classique héritée de l'Antiquité : cause formelle et cause efficiente, forme et matière, esprit et corps, etc.. La question de l'interaction entre l'âme et le corps, qui avait émergé dans la philosophie cartésienne, cesse également d'être pertinente. Le monisme spinoziste, plus encore que le cartésianisme, cherche à se constituer comme un rationalisme absolu en refusant d'accorder à un quelconque être particulier une existence et une essence séparées (comme c'était le cas avec Dieu ou l'âme chez Descartes). Il se fonde sur l'unité substantielle de l'être.
Avec Spinoza, il n'est plus possible de concevoir l'« étendue » et la « pensée » (les deux substances selon Descartes) séparément de la Substance unique du monde, ni l'étendue et la pensée séparément l'une de l'autre, comme deux substances distinctes. Il ne s'agit que de deux attributs, parmi une infinité d'autres, d'une même réalité, de sorte que l'ordre (psychologique) des idées et celui (physique) des choses ont un rapport qui n'est pas seulement un rapport de correspondance (parallélisme psychophysique) mais d'identité (identité psychophysique). Le parallélisme entre les enchaînements corporels et ceux de la pensée signifie que le corps et l'esprit sont une seule et même chose, conçue sous deux attributs différents : ce que nous considérons comme « décret » de la volonté, donc de l'esprit, est de façon identique détermination de la réalité corporelle (ou cérébrale) de cet esprit.
En France, l'influence du spinozisme est importante chez les philosophes et penseurs libertins du XVIIIe siècle. Le monisme vitaliste de Diderot est représentatif de cette influence : il attribue la sensibilité à la matière elle-même et il en dérive la diversité des formes, affirmant à la fois l'unité des phénomènes au regard des lois de la nature, et la différence irréductible entre les trois attributs de la matière que sont l'étendue, le mouvement et la sensibilité.

## Naturphilosophie, hégélianisme
Les philosophies allemandes de la nature du début du XIXe siècle (Naturphilosophie) reprennent en partie les thèmes du monisme spinoziste dans un esprit toutefois bien différent de celui de Spinoza, puisqu'elles s'inscrivent dans une forme d'idéalisme qui établit la primauté du spirituel sur le matériel. Bien qu'elles diffèrent entre elles, on y retrouve plusieurs caractéristiques communes, présentes également dans l'idéalisme de Hegel :
- une critique du dualisme cartésien ;
- le refus d'assimiler la réalité naturelle à un mécanisme aveugle ;
- la vision holiste de la nature ;
- l'affirmation du dynamisme et de la vitalité de la nature selon une orientation totalisante.

D'après la Naturphilosophie de Friedrich Schelling, tout est inclus au sein de la substance éternelle qui est l'Absolu. Cet Absolu se confond avec l'ensemble des forces de la nature, productives et réactives. Mais le problème de l'« unité des contraires » conduit Schelling à concevoir une autre philosophie qu'il nomme « philosophie de l'identité », et qui part de l'idée que « Tout ce qui est, est en soi Un ». Il y établit un principe d'identité absolue qui fonde l'unité des contraires. Cette identité absolue peut être interprétée comme un « point d'indifférence » au regard duquel tous les contraires se réalisent de façon indifférente. Il s'agit d'une sorte de préalable, désigné métaphoriquement sous le terme d'« abîme » (Ungrund), et qui est indifférent à l'égard des contradictions. Il n'y a donc rien en lui qui empêche la production diversifiée et différenciée du monde. Tout, dans sa diversité, est ainsi essentiellement « Un ».
Si l'on peut caractériser l'idéalisme hégélien de moniste, c'est en tant qu'il se donne un seul principe fondamental, de caractère spirituel, et qu'il intègre l'unité processuelle de la nature sous la forme d'une dialectique de l'esprit. Chez Hegel, c'est l'Idée qui, pour se réaliser, se médiatise en se donnant un contenu matériel et objectif, conférant par là même un contenu intelligible à la nature.

## Réductionnisme, physicalisme

### XIXesiècle

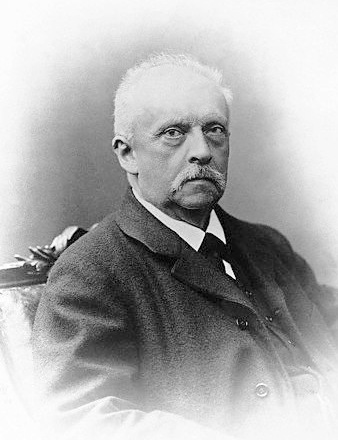
Portrait photographique du physiologiste Hermann von Helmholtz.

La tendance à la réduction des phénomènes psychologiques aux phénomènes physiques est caractéristique du « monisme scientifique » qui se développe au XIXe siècle et est associé à l'émergence de la thermodynamique et de l'électromagnétisme. C'est à partir des années 1840 que se forme en Allemagne la Berliner Gesellschaft (« Société berlinoise ») autour du trio constitué par les physiologistes et physiciens Helmholtz, Brücke et du Bois-Reymond. Le point de vue réductionniste exprimé dans la charte commune de 1845 se résume en quatre thèses :
1. Il n'y a de forces, c'est-à-dire de manifestations matérielles (en vertu de l'équivalence force-matière) que physico-chimiques.
2. Seules les forces physico-chimiques agissent dans l'organisme ; le vitalisme est donc faux.
3. L'étude de ces forces physico-chimiques est la seule tâche que doit se fixer la science.
4. Le principe de réduction des phénomènes aux processus physico-chimiques s'impose également aux phénomènes jusque-là reconnus comme non réductibles.

En 1847, Helmholtz publie De la conservation de l'énergie où il fait passer le principe de conservation de l'énergie de Mayer du domaine de la physique à celui de la physiologie. La dynamique énergétique qu'il développe par l'étude de l'influx nerveux n'accepte qu'une différence de degrés entre le physique, le physiologique et le psychologique, dont l'unité d'ensemble est assurée par une continuité causale entre ces trois domaines. L'énergétisme devient alors le moyen pour la psychologie de se développer sur une base scientifique solide, physiologique d'abord, puis proprement physique.

### XXesiècle
À partir des années 1950, le « monisme scientifique » resurgit après avoir été momentanément éclipsé par le courant positiviste. Le postulat du positivisme logique, selon lequel seul un langage empirique possède un sens et une valeur de vérité, l'avait conduit à disqualifier la métaphysique en tant que discours, et, du même coup, tendait à discréditer la conception moniste d'une réalité unique résidant sous l'apparente diversité des phénomènes. Mais la révolution scientifique qui s'était déroulée dans les trois premières décennies du XXe siècle (théorie de la relativité, mécanique quantique, cosmologie) avait révélé l'impossibilité du projet positiviste de réduction des grandes théories physiques à un langage simplement empirique. C'est donc pour surmonter les apories du positivisme qu'une nouvelle école moniste s'est constituée, réhabilitant l'atomisme et le matérialisme.
La nouvelle tendance à l'unification se fonde depuis lors sur la mise en paradigme d'un élément naturel : l'atome ou la particule élémentaire. On parle désormais de physicalisme pour qualifier la conception selon laquelle l'intégralité des phénomènes peut être ramenée à l'activité des particules physiques élémentaires. Mais la référence au monisme est également présente dans des théories qui limitent leur champ d'application aux phénomènes observables. C'est le cas de la théorie de l'identité esprit-cerveau formulée initialement par Herbert Feigl et Ullin Place au début des années 1950, puis développée par Jack Smart et David Armstrong au tournant des années 1960, de la théorie du béhaviorisme logique de Gilbert Ryle ou de Skinner, de la théorie analytique de Rudolph Carnap, ou des théories fonctionnalistes dans leur version computationnelle (Hilary Putnam, Jerry Fodor) ou biologique (Fred Dretske, Daniel Dennett, Ruth Millikan).

## Monisme neutre

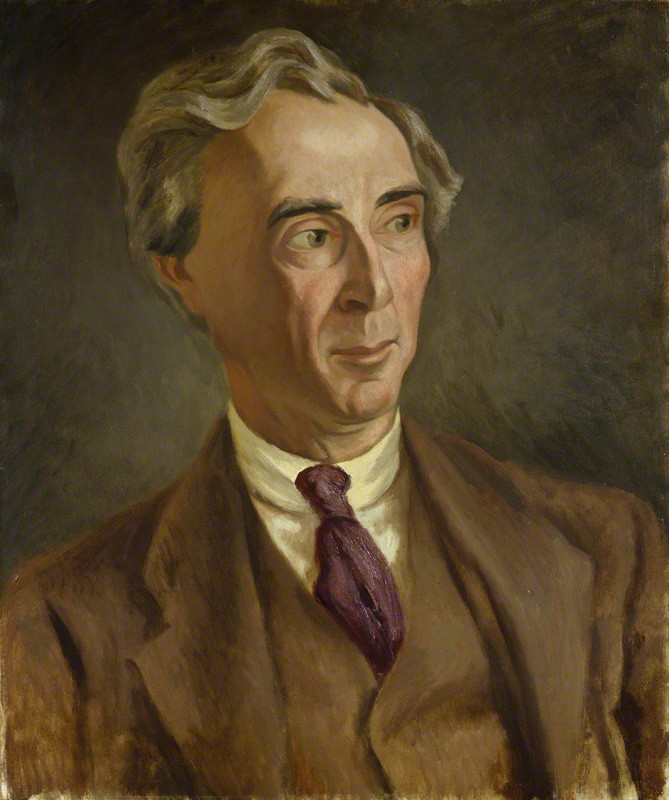
Le philosophe et logicien Bertrand Russell, peint en 1923.

Le monisme neutre est une théorie initialement proposée par le physicien Ernst Mach à la fin du XIXe siècle et adoptée par les philosophes William James et Bertrand Russell au début du XXe siècle. Les philosophes néoréalistes Edwin Holt (en) et Ralph Perry l'ont également soutenu à cette époque. L'expression est due au logicien Henry Sheffer pour qualifier les positions de James et Russell. Selon les partisans du monisme neutre, l'opposition traditionnelle entre esprit et matière est réductible à une simple différence d'organisation d'éléments considérés comme « neutres » au sens où ils ne sont ni mentaux ni physiques. Pour eux, esprit et matière sont les mêmes phénomènes impliqués dans deux types distincts de configurations : des configurations particulières de phénomènes sous-tendent le mental, tandis que d'autres configurations spécifiques de phénomènes sous-tendent la matière.
Ernst Mach résume la position du monisme neutre de la façon suivante :
Une couleur est un objet physique aussi longtemps que nous considérons sa dépendance à l'égard de la source lumineuse, des autres couleurs, de la température, de l'espace, et ainsi de suite. Cependant, si nous considérons sa dépendance à l'égard de la rétine, […] elle devient un objet psychologique, une sensation. Dans les deux cas, ce n'est pas le sujet, mais la direction de nos investigations qui diffère.
Dans un article de 1904 intitulé « Does Consciousness Exist? », le psychologue et philosophe William James défend cette théorie en insistant notamment sur le caractère dérivé de l'opposition entre le sujet connaissant et l'objet connu :

« Si nous partons de la supposition qu'il y a seulement un substrat primal (primal stuff) ou matériel dans le monde, un substrat dont tout est composé, et si nous appelons ce substrat expérience pure, alors le fait de connaître peut aisément être expliqué comme une espèce de relation parmi d'autres dans laquelle peuvent entrer des portions d'expérience pure. La relation elle-même est une partie d'expérience pure ; un de ses termes devient le sujet ou porteur de la connaissance, celui qui sait, l'autre devient l'objet connu. »

De son côté, Bertrand Russell défend une conception neutre de la réalité à partir de 1919 car il voit là un moyen de répondre de façon radicale aux exigences du rasoir d'Ockham, en réduisant les objets physiques, les phénomènes psychiques et le sujet lui-même à de simples constructions à partir d'un substrat unique.

## Monisme et dualisme

### Aperçu historique
La naissance et le développement du monisme semble être associé à la critique des philosophies dualistes. Héraclite et surtout Parménide expriment déjà certains traits du monisme, en décrivant une vision dynamique du cosmos pour le premier, et statique pour le second. Héraclite perçoit dans la dynamique du cosmos l'unité des contraires, tandis que Parménide affirme directement l'unicité de l'Être :

« L'Être est Un, unique, continu, éternel par soi ; il est entièrement déterminé et parfait car achevé et d'une forme sphérique. Une considération autre sur l'Être émane de l'opinion et non de la sagesse. »

Contre le pythagorisme qui suppose que les choses sont composées de contraires et qui distingue radicalement l'âme et le corps, Parménide promeut le monisme au niveau ontologique et pose le vocabulaire qui influencera cette tradition. Par la suite, deux écoles de pensée grecques, le stoïcisme et l'épicurisme, entrent en réaction contre le dualisme platonicien de l'âme et du corps (associé au dualisme du sensible et de l'intelligible) et, dans une moindre mesure, contre le dualisme aristotélicien de la puissance et de l'acte. Ils approfondissent de façon différente les thèmes monistes. Tandis que le système stoïcien repose sur la conception d'un univers dont la moindre parcelle obéit à un principe unique, le Logos, qui lui donne sa cohérence et son unité, l'épicurisme se manifeste comme un matérialisme qui explique la variété infinie des phénomènes naturels par la combinaison d'éléments physiques insécables, les atomes.
Au XVIIe siècle, la distinction cartésienne entre la « substance pensante » et la « substance étendue » permet au dualisme de se constituer en une théorie rationnelle. Elle autorise une science physico-mathématique des corps entièrement mécaniste et justifie une métaphysique humaniste garantissant à l'âme la puissance de direction des corps. Mais la thèse de la dualité du corps et de l'âme, interprétés comme des modes de natures différentes, ne permet pas de comprendre la relation de dépendance des deux substances. C'est afin de résoudre le mystère de la relation entre l'âme et le corps que le philosophe Spinoza introduit l'idée qu'ils ne sont que des attributs, parmi une infinité, d'une même substance. L'étendue et la pensée sont bien deux réalités distinctes, mais elles expriment, chacune selon son genre d'être, l'Être unique qu'est la Substance. Ainsi, chaque chose de la nature est une parcelle de Dieu au sens où rien ne peut exister en dehors de lui. La Nature s'identifie à un Dieu unique, infini et impersonnel.

### Monisme et dualisme d'après Haeckel

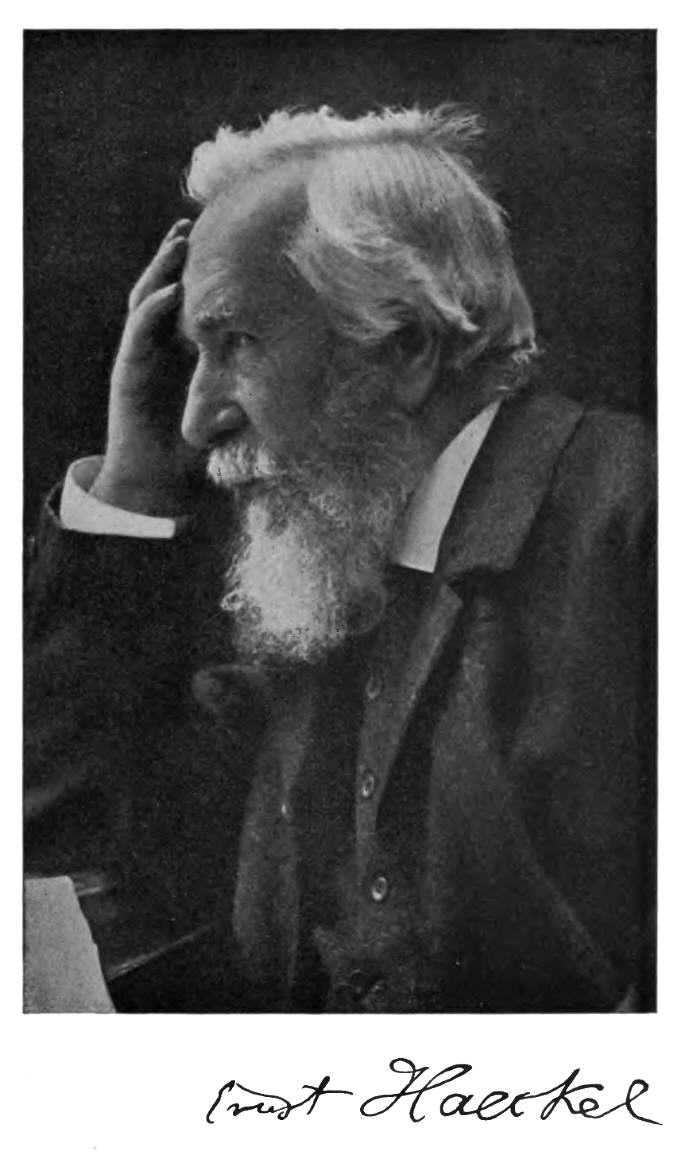
Ernst Haeckel.

Ernst Haeckel, naturaliste allemand de la seconde moitié du XIXe siècle, a établi un parallèle entre le monisme et le dualisme, s'appuyant sur l'opposition entre la loi naturelle de conservation de la substance, inspirée de la loi de conservation de l'énergie (monisme), et l'idée de création divine ou surnaturelle (dualisme). Ce parallèle fera école en dehors même des milieux naturalistes et il donne une vue d'ensemble du monisme et du dualisme dans leur rapport à la connaissance, à la vie, à l'esprit, à l'éthique et à la religion.

### Opposition des deux voies de la connaissance
Haeckel associe le monisme à l'empirisme et aux sciences physiologiques, le dualisme à la métaphysique et aux connaissances a priori :
| Théorie moniste de la connaissance | Théorie dualiste de la connaissance |
| --- | --- |
| La connaissance est un phénomène naturel. | La connaissance est un phénomène surnaturel, voire un miracle. |
| En tant que phénomène naturel, la connaissance est soumise à la « loi de la substance ». | En tant que phénomène transcendant, la connaissance est indépendante de la loi naturelle de la substance. |
| La connaissance est un phénomène physiologique, dont l'organe anatomique est le cerveau. | La connaissance n'est pas un phénomène physiologique, mais un processus spirituel. |
| La partie du cerveau humain où la connaissance a lieu est un territoire limité de l'écorce, le phronéma. | La partie du cerveau qui semble fonctionner comme organe de la connaissance n'est en réalité que l'instrument qui fait apparaître le phénomène intellectuel. |
| Le phénomène physique de la connaissance consiste en la liaison ou association d'impressions dont la source est dans les sensations amenées par les foyers sensoriels. | Le phénomène métaphysique de la connaissance consiste en la liaison ou association de données qui ne proviennent que partiellement d'impressions sensorielles, les autres devant être rapportées à des phénomènes suprasensoriels transcendants.                                            |
| Les connaissances sont donc à l'origine toutes données par l'expérience, par l'intermédiaire des organes des sens ; les unes directement (l'expérience immédiate, l'observation du présent), les autres indirectement (les faits du passé transmis par la voie historique). Toutes les connaissances, même mathématiques, sont à l'origine empiriques (a posteriori). | Les connaissances se divisent en deux classes : les connaissances empiriques (a posteriori), incertaines et illusoires, acquises par l'expérience, et les connaissances transcendantes a priori, certaines et absolues, indépendantes de toute expérience, comme les vérités mathématiques. |

### Opposition des théories moniste et dualiste de la vie organique
Haeckel y confronte la conception mécaniste de la vie organique à la conception vitaliste et téléologique :
| Théorie moniste de la vie (biophysique) | Théorie dualiste de la vie (vitalisme) |
| --- | --- |
| Tous les phénomènes vitaux sont des fonctions organiques, conditionnées par les propriétés physiques, chimiques et morphologiques de la substance vivante.                                                                             | Les phénomènes vitaux sont partiellement ou en totalité indépendants des organes ; ils ont pour condition une force immatérielle spéciale : la force vitale.                                                                                           |
| L'énergie de la matière vivante est soumise uniquement aux lois générales de la physique et de la chimie. | L'énergie de la matière vivante est partiellement ou en totalité soumise à la force vitale, qui domine et dirige les forces physiques et chimiques de la substance vivante.                                                                            |
| La finalité des phénomènes vitaux et de l'organisation produite par eux est un résultat du développement naturel ; ses facteurs physiques que sont l'adaptation et l'hérédité sont soumis à la loi de la conservation de la substance. | La finalité de la production et de l'organisation du vivant est un produit d'une création consciente ; elle ne peut être expliquée que par des forces intelligentes, immatérielles, qui ne sont pas soumises à la loi de conservation de la substance. |
| Toutes les fonctions ont été développées mécaniquement grâce à l'adaptation qui a développé des dispositifs favorables, et à l'hérédité qui les a transmis à la descendance.                                                           | Toutes les fonctions des organismes ont été développées en vue d'un but ; le développement historique (transformation phylétique) est dirigé vers un but idéal.                                                                                        |
| Le mouvement des organismes ne diffère pas essentiellement de celui des machines. | Le mouvement des organismes est un miracle métaphysique, différent essentiellement de tous les mouvements inorganiques. |
| La sensation est une forme générale d'énergie de la substance. Elle ne diffère pas essentiellement dans les organismes sensibles et dans les substances chimiques « excitables » (poudre, dynamite). Il n'y a pas d'âme.               | La sensation ne peut s'expliquer que par l'existence d'une âme, d'une entité immatérielle, immortelle, qui n'a que momentanément son siège dans le corps.                                                                                              |

### Monisme et dualisme de l'esprit
Haeckel y oppose une conception déterministe de l'esprit à la croyance au libre-arbitre.
| Théorie moniste de l'esprit | Théorie dualiste de l'esprit |
| --- | --- |
| L'esprit humain est un phénomène naturel, un processus physique, conditionné par un échange de substance chimique.                                                 | L'esprit de l'homme est un être surnaturel transcendantal, un miracle métaphysique. |
| L'esprit humain est donc soumis à la loi de conservation de la substance, tout comme les autres phénomènes.                                                        | L'esprit humain est libre ; il est indépendant de la loi de conservation de la substance, non soumis à la transformation de la substance et de l'énergie, et par ce fait même, immortel. |
| Le substrat matériel de la substance spirituelle, sans lequel nulle manifestation psychologique n'est possible, est le plasma des neurones ou cellules psychiques. | L'essence de l'esprit est une substance psychique immatérielle, dont la libre manifestation d'énergie n'est que transmise par le plasma des neurones.                                    |

### Éthique moniste et éthique dualiste
Haeckel y considère les implications relativistes et le fondement empirique de l' « éthique moniste », qu'il oppose à l'absolutisme et au dogmatisme de l'« éthique dualiste ».
| Éthique moniste | Éthique dualiste |
| --- | --- |
| Les mœurs de l'homme sont d'origine naturelle et proviennent par évolution des habitudes et des instincts sociaux de ses ancêtres animaux. | Les mœurs de l'homme sont d'origine surnaturelle et proviennent des ordres de Dieu ou d'un impératif catégorique.                                                                        |
| Les lois morales se sont donc développées a posteriori sur fond empirique ; ce sont les produits physiologiques du monde sensible. | Les lois morales doivent donc être regardées comme données a priori, et non comme le résultat d'une évolution ; ce sont des données du monde intelligible.                               |
| L'impératif catégorique (de Kant et de son école) est un dogme inadmissible, abstrait par analyse unilatérale de la raison de l'homme moderne occidental. Le devoir et la conscience morale sont tout autres dans des communautés éloignées du mode de vie moderne. | L'impératif catégorique a une valeur inconditionnelle en tant que règle universelle ; en tant que produit de la raison pratique, il existe dans tous les hommes et est propre à l'homme. |
| Les concepts de bien et de mal sont donc relatifs, en majeure partie conventionnels et dépendent du degré de culture et du goût actuel. | Les concepts de bien et de mal sont absolus, non conventionnels, ni dépendants du degré de culture et de civilisation.                                                                   |
| Puisque les mœurs de l'homme proviennent par évolution de celles des vertébrés supérieurs, et qu'il n'y a chez eux aucun libre arbitre, l'éthique est, elle aussi, déterminée.                                                                                      | Puisque les mœurs de l'homme diffèrent absolument des instincts sociaux des vertébrés supérieurs et reposent sur le libre arbitre, l'éthique est, elle aussi, libre.                     |

## La double classification de Désiré Nys
Le philosophe Désiré Nys a établi en 1912, à une époque où le monisme dominait la scène philosophique allemande et française, une classification des différentes sortes de monisme, d'abord en distinguant un monisme modéré d'un monisme radical, puis en catégorisant de façon plus fine les différents courants historiques et contemporains du monisme. Cette classification s'inspire ouvertement de celle qu'a réalisée le philosophe allemand R. P. Klimke dans un ouvrage publié en 1911, intitulé Le monisme et ses fondements philosophiques.

### Théories de l'identité et monisme absolu

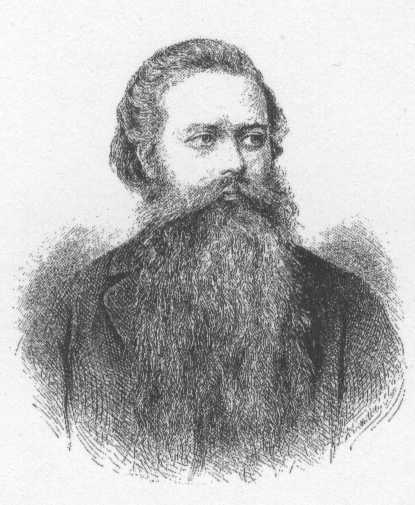
Eduard von Hartmann, vers 1875. Sa Philosophie de l'Inconscient constitue une œuvre monumentale qui développe une position moniste de type métaphysique ou « transcendantale ».

D'après Nys, il est possible de classer, au moins de façon superficielle, l'ensemble des systèmes monistes « en deux grandes catégories correspondant aux deux principes fondamentaux du monisme » :
1. Les théories de l'identité psychophysique qui tentent d'établir l'identité des phénomènes physiques et des phénomènes psychiques, révélant par là même l'unité du « principe constitutif » de l'univers. Ces théories ne se prononcent pas sur le caractère absolu ou métaphysique de cet univers et relèvent, en ce sens, d'une approche modérée. Désiré Nys range dans cette catégorie l'énergétisme de Wilhelm Ostwald, le monisme évolutionniste des « idées-force » d'Alfred Fouillée, le monisme dynamique de Ferris, le spiritualisme critique de Charles Renouvier, l'empiriocriticisme de Richard Avenarius, le monisme de la sensation d'Ernst Mach.
2. Les systèmes qui tentent de justifier le caractère absolu et métaphysique du monde, dont la réalité « une » existerait indépendamment de nos représentations. Nys donne pour exemple le pessimisme de Schopenhauer et le monisme de Haeckel. La philosophie de l'Inconscient d'Eduard von Hartmann entre également dans cette catégorie.

### Monisme métaphysique et monisme de la connaissance
Nys propose une classification des différents systèmes monistes qui se veut plus complète que la précédente, car elle inclut les théories monistes de la connaissance. Le monisme métaphysique se donne pour mission de réduire ou ramener l'univers entier à un seul principe constitutif, tandis que le monisme de la connaissance se propose d'élaborer une méthode universelle et de construire une théorie unifiée de la connaissance qui rende possible la connaissance unitaire du monde.

#### Monisme métaphysique
Le « monisme métaphysique » part du problème de l'être et suppose l'existence du monde extérieur avec son contenu et ses lois. Il comprend le « monisme phénoménal », qui limite ses investigations aux phénomènes, et le « monisme transcendantal », qui tente de déterminer la nature de l'être unique dont les phénomènes ne sont que les manifestations ou les attributs.

##### Monisme phénoménal
Le monisme phénoménal s'est historiquement orienté dans deux direction opposées : le matérialisme (« monisme matérialiste ») et le spiritualisme (« monisme spiritualiste »).
Le matérialisme « réduit tous les phénomènes, y compris ceux de la vie sensible et raisonnable, aux propriété de la matière ». L'unité de l'être équivaut alors à celle de la matière. Cette forme de monisme revêt elle-même quatre formes principales :
1. le matérialisme « mécanique » (La Mettrie, d'Holbach, Vogt, Brücke) pour lequel tous les phénomènes relèvent des lois de la mécanique pure ;
2. le matérialisme « dynamique », qui attribue le mouvement à la « force » (Gustav Ratzenhofer) ;
3. le matérialisme « énergétique », qui substitue à la notion de « force » celle, plus extensive, d'« énergie » (Wilhelm Ostwald) ;
4. le matérialisme « hylozoïste » (Haacke, Marcinowski) ou « pyknotique » (Haeckel) pour lequel la sensation n'est rien d'autre qu'une fonction de la matière ou une condensation de forces partout présentes dans l'univers.

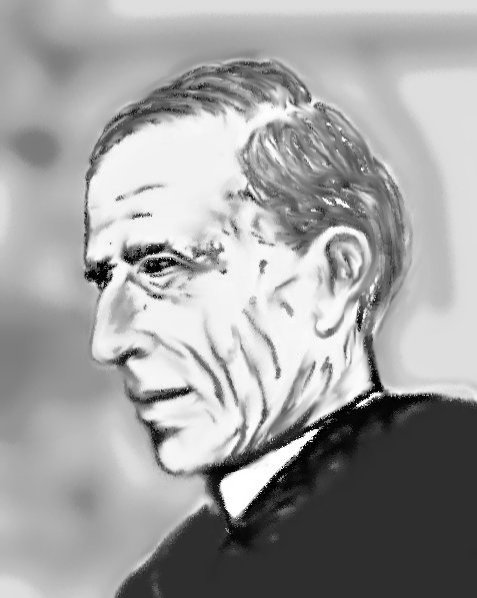
Pierre Teilhard de Chardin, représenté ici, a tenté de concilier évolutionnisme et spiritualisme.

Le spiritualisme postule quant à lui l'existence d'une finalité dans la nature et affirme la nature spirituelle ou psychique de la réalité. Il soutient le plus souvent l'existence d'une « volonté universelle consciente » et l'on qualifie de « monisme volontariste » la thèse selon laquelle l'unique principe constitutif de l'univers est la Volonté (Schopenhauer) plutôt que l'Idée ou l'intelligence (Hegel).
Pour Nys, le spiritualisme est la forme dominante de monisme à son époque. Il voit en Platon, Leibniz et Herbart trois grands précurseurs de cette école de pensée. Parmi ses représentants principaux, il y a, selon lui, Beneke, Paul Deussen, Ludwig Noiré, Esler, von Hartmann et Friedrich Paulsen en Allemagne, Ward Broddley en Angleterre, Alfred Fouillée, Étienne Vacherot et Jules Lachelier en France. Le spiritualisme est aussi représenté en France à la même époque par Henri Bergson et Pierre Teilhard de Chardin.

##### Monisme transcendantal
Les philosophes qui optent pour une conception transcendantale de la réalité unique se répartissent en deux grands groupes :
1. les optimistes, qui pensent que « l'absolu nouménal est déterminable et cherchent à en déterminer la nature » :
2. les pessimistes ou mystérianistes, qui considèrent que le monde phénoménal étant le seul accessible à l'homme, l'absolu « doit être rangé au nombre des inconnaissables »[13].

Le monisme transcendantal relève de l'approche optimiste, puisqu'il se prononce sur la nature de la réalité. Nys y distingue plusieurs courants ou mouvances :
- Le monisme « rationaliste », avec pour grands représentants Hegel, Fichte et Schelling. Leur méthode est essentiellement déductive ou dialectique et ils partent de l'idée d'une identité entre la pensée et son objet, attribuant à l'être concret les propriétés de l'être abstrait. Ils envisagent une science absolue qui se déduit d'un seul principe supérieur et dont relève la véritable philosophie.
- Le monisme « cosmologique », avec Hans Christian Ørsted et surtout Gustav Fechner. Selon cette conception, le monde est un véritable organisme vivant. Ørsted et Fechner identifient tous deux le monde à l'être divin. À l'échelle du cosmos, en effet, l'être physique et l'être psychique s'unissent de façon absolue. Pour Fechner en particulier, nous croyons être des esprits isolés et indépendants car nous ignorons les liens subconscients qui unissent notre âme aux âmes des autres hommes.
- Le monisme « évolutionniste », représenté par des savants naturalistes tels que Haacke, Masci, Büchner, Vogt, Marcinowski, qui tentent d'induire le passé originel de l'univers par l'étude du processus évolutif[Quoi ?].
- Le monisme « de l'actualité », avec pour partisans Höffding, Paulsen, Eisler, Jerusalem, James Ladd, Vahle, et le grand psychologue et physiologiste Wilhelm Wundt, qui ne laisse place dans le monde qu'à l'actuel et au momentané, évacuant par la même la notion de substance (matérielle ou spirituelle). Pour Wundt, par exemple, la notion de substance n'a aucune valeur objective et nous permet seulement de mettre de l'ordre dans nos expériences en les unifiant partiellement.
- Le monisme « psychophysique », ou « hypothèse de l'identité », qui établit un parallélisme entre la série des phénomènes physiques et celle des phénomènes psychiques. Un phénomène de l'une des deux séries ne se produit jamais sans le phénomène correspondant de l'autre série, et ce parallélisme ne peut s'expliquer que par l'identité de la substance dont relèvent les deux catégories de phénomènes. Le psychique apparaît alors comme le côté interne de la réalité manifestée à la conscience, et le physique comme le côté externe de cette même réalité.

#### Monisme de la connaissance
Le monisme de la connaissance, appelé aussi « système philosophique de l'immanence », ne part pas de l'être, comme le fait le monisme métaphysique, mais de l'« expérience interne », et il soumet à un examen critique la question de l'existence même du monde extérieur. Il repose fondamentalement sur quatre principes : le « principe de l'immanence », le « principe de la réussite », le « principe d'économie », le « principe de la stabilité ».

##### Principe de l'immanence
Selon ce principe, « le monde corporel et le monde psychique ne forment qu'un seul et même monde qui est le contenu de la conscience », de sorte qu'on ne peut opposer l'acte de la pensée à son objet. La conscience et le monde existent de la même façon et au même titre. Tout ce que l'homme connaît est, d'une manière ou d'une autre, subjectif et d'ordre psychologique. À la prétendue pensée objective, qui transcenderait l'univers psychologique de chaque sujet, il faut donc substituer la vérité immanente et subjective.

##### Principe de la réussite
Ce second principe établit la valeur utilitaire de la connaissance d'après la manière dont celle-ci répond aux besoins biologiques du sujet. La connaissance est une adaptation du sujet au milieu qui lui permet également, en retour, d'adapter son environnement à ses propres besoins. Le critère de la vérité se confond alors avec celui de l'utilité et de la réussite de l'action qu'elle entraîne, ce qui correspond au point de vue du pragmatisme.

##### Principe d'économie

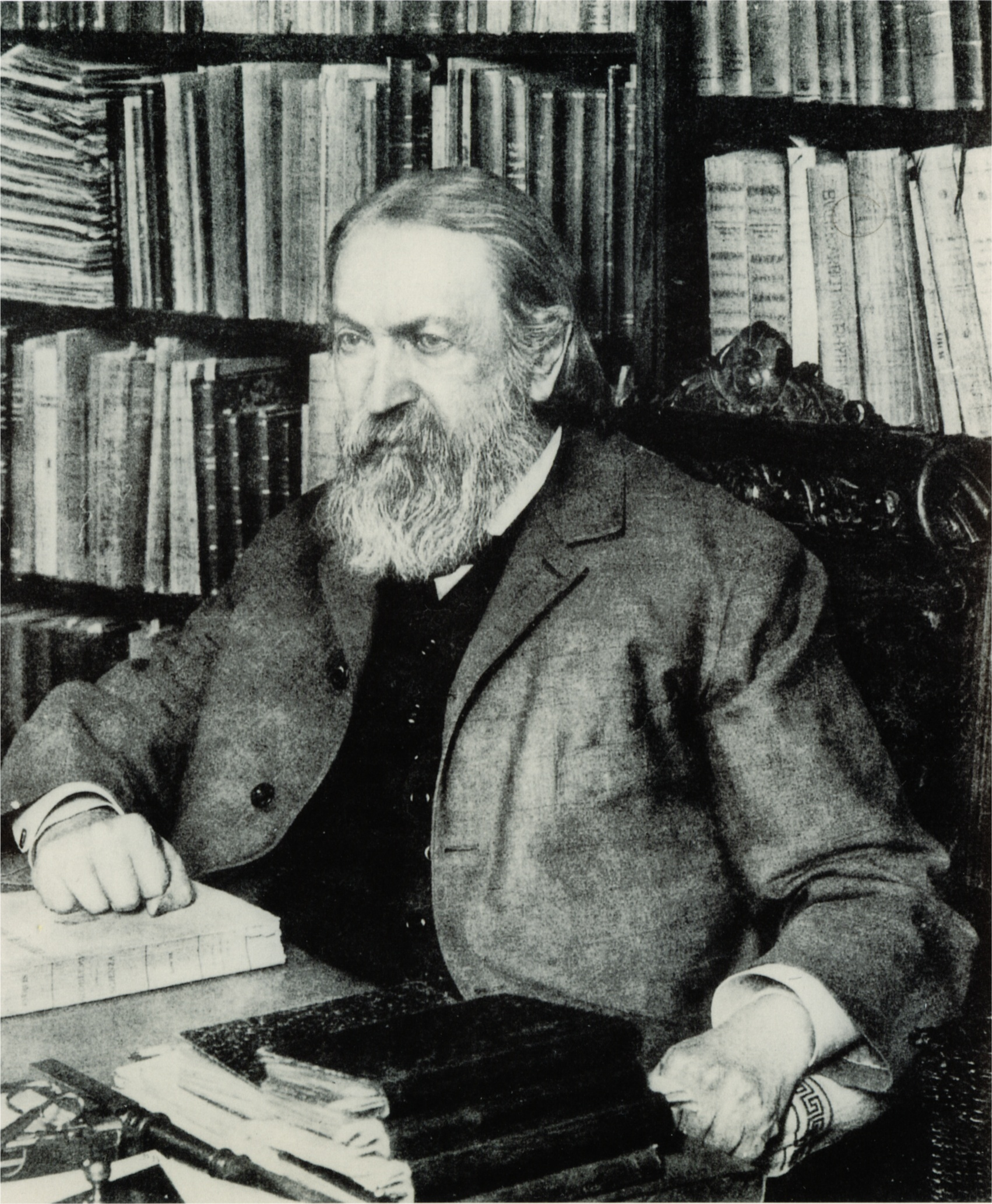
Ernst Mach en 1905, auteur du « principe d'économie » et illustre représentant du « monisme neutre ».

C'est au physicien Ernst Mach que l'on doit la première formulation explicite de ce principe que le philosophe Richard Avenarius appelle de son côté « principe de la plus petite dépense de forces », et qui s'apparente au fameux « rasoir d'Ockham ». La connaissance est considérée par ces auteurs comme un processus purement biologique qui tend comme les autres à utiliser la voie la plus courte, avec le moins de dépenses d'énergie.
Le principe d'économie s'explique en biologie par le fait qu'un comportement économique permet, à terme, d'obtenir plus de choses nécessaires, utiles et agréables qu'un comportement dépensier. Il facilite également ou permet d'accélérer l'obtention d'un résultat bénéfique. Pour Mach, le processus de connaissances obéit au même principe : « les associations d'idées ou de sensations, les lois et pensées générales, les axiomes sont le résultat d'un processus économique auquel on soumet la réalité, afin d'arriver à une utilisation plus commode et plus rapide du monde extérieur ». Dès lors, le but essentiel de la science est de réaliser l'expression intellectuelle la plus simple et la plus économique des faits.

##### Principe de stabilité
On doit au philosophe allemand Joseph Petzoldt la première formulation de ce quatrième principe : lorsqu'une influence du milieu vient perturber le système nerveux d'un sujet, celui-ci réagit pour rétablir l'équilibre. Le même phénomène se produit chez le sujet connaissant : l'apparition d'un problème ou d'une chose encore inconnue dans le champ de la conscience suffit à produire un trouble que l'esprit s'efforce d'éliminer par une connaissance plus large et plus profonde de la réalité.

##### Élimination de la métaphysique
Aux quatre principes du monisme de la connaissance, Nys ajoute le programme anti-métaphysique que se fixerait cette forme de monisme. En effet, la philosophie de l'immanence nie l'existence des réalités substantielles et de la « chose en soi ». Elle remet en cause l'idée de causalité à laquelle elle substitue celle d'une succession réglée ou déterminée de phénomènes, ainsi que les distinctions à caractère dualiste entre le monde physique externe et le monde psychique interne, entre la sensation et la pensée ou encore entre les propriétés corporelles et les propriétés mentales. Dès lors, « les pensées universelles, les lois, les axiomes, l'âme, Dieu, le monde, la conscience, le moi, le corps, etc., sont autant de fictions ou de problèmes apparents », et après élimination complète des entités métaphysiques, il ne reste plus que l'« expérience interne », la « somme des événements conscients », identifiés à des faits biologiques qui se prêteront à une méthode universelle.